# Carl Gravesen
Carl Gravesen var en dansk atlet og medlem af Aarhus 1900 frem til 1925 derefter i Akademisk Idrætsforening. Han vandt det danske meterskab i højdespring 1927.

## Danske mesterskaber
- Guld 1927 Højdespring 1,75
- Bronze 1926 Højdespring 1,70
- Sølv 1925 Højdespring 1,80